# Scott Skiles
Scott Skiles (La Porte, 5 de março de 1964) é o atual treinador do Milwaukee Bucks e ex-basquetebolista norte-americano. Ele também foi treinador do Phoenix Suns e Chicago Bulls, ambas equipes da National Basketball Association (NBA). Skiles herda o recorde de mais assistências em um único jogo, 30. Rescindiu seu contrato de técnico com o Celtics em 24 de dezembro de 2007. Atualmente reside em Milwaukee. Já ficou 15 dias na cadeia por uso de cocaína.